# 上海核工程研究设计院
上海核工程研究设计院有限公司（英語：Shanghai Nuclear Engineering Research and Design Institute）是中华人民共和国一家负责核电研究和设计的单位，于1970年在上海创立。
上海核工程研究设计院隶属于国家电力投资集团有限公司。

## 历史
上海核工程研究设计院始于周恩来支持的和平利用核能工程。1970年2月8日，周恩来提出解决华东地区的用电问题要靠核电。接着，上海先后成立“728”工程领导小组和“728”工程设计队负责核电的研究发展和筹建工作。“728”工程设计队即上海核工程研究设计院的前身。
开始阶段“728”工程主要关注熔盐反应堆，但在一两年的试验中碰到不少问题，遂将目标定为压水反应堆。1974年3月31日，30万千瓦压水堆方案正式获得批准。经各种勘察甄选，首座核电厂的选址也有了结论——浙江海盐的秦山。秦山之后，该型反应堆还出口到巴基斯坦，建成了恰希玛核电站。
2000年代，美国西屋公司中标中国第三代百万千瓦级核电项目，中国组建国家核电技术有限公司。上海核工程研究设计院由中国核工业集团公司整体划转移交至国家核电技术有限公司，负责AP1000核电技术的引进消化吸收再创新和大型先进压水堆核电站重大专项CAP1400（国和一号）/CAP1700。2015年7月15日，中国电力投资集团公司与国家核电技术有限公司重组成立国家电力投资集团公司（现为国家电力投资集团有限公司）。
2019年8月9日，国家核电技术有限公司、上海核工程研究设计院有限公司、国核工程有限公司开始实行“一个机构三块牌子”。

## 研发和设计
- CNP300
- CNP1000
- CAP1000
- CAP1400（国和一号）
- CAP1700
- CAP200（小型模块化反应堆，Small Modular Reactor）
- 一体化小型堆
- 常温常压池式堆（同位素研究堆）

## 项目
- 秦山核电站一期总体
- 秦山核电站三期
- 三门核电站（一期总体[14]，二期总体[15][16]）
- 海阳核电站（一期总体[17]，二期总体[18][19]，三期总体[20][21]）
- 国和一号示范工程（一期总体[22][23]）
- 徐大堡核电站（一期[24][25]）
- 陆丰核电站（一期总体[26][27]）
- 廉江核电站（一期总体[28][29]）
- 白龙核电站（一期总体[30][31]）
- 莱阳核电站（一期总体）
- 海阳一体化小型堆示范工程[32]
- 佳木斯核能供热示范项目[33]
- 天红研究堆

## 成果
| 获奖年度 | 项目名称                               | 获奖类别                   | 链接                   |
| -------- | -------------------------------------- | -------------------------- | ---------------------- |
| 2024     | 大型先进压水堆非能动安全关键技术及应用 | 国家科学技术进步奖（二等） | （页面存档备份，存于） |

## 历任领导
- 周圣洋（1982年-1984年）
- 王鼎铨（1984年-1986年）
- 曹德宏（1986年-1992年）
- 耿其瑞（1992年-1996年）
- 沈增耀（1996年-2000年）
- 孙汉虹（2000年-2007年）
- 郑明光（2007年-2019年）
- 卢洪早（2019年-2024年）
- 颜岩（2024年-）